# Jérémy Sorbon
Jérémy Sorbon (Caen, 5 agosto 1983) è un dirigente sportivo ed ex calciatore francese, di ruolo difensore.

## Palmarès

### Club

#### Competizioni nazionali
- Coppa di Francia: 1

Guingamp: 2013-2014
- Ligue 2: 1

Caen: 2009-2010